# Isoflavon
Isoflavon ist eine chemische Verbindung aus der Gruppe der Isoflavone und ein Isomer von Flavon.

## Vorkommen
Isoflavon kommt natürlich in Kleearten vor.

## Gewinnung und Darstellung
Isoflavon kann durch Reaktion von o-Hydroxyphenylbenzylketon mit Natriumstaub und Ethylformiat gewonnen werden.
Sie kann auch durch Dehydrierung von Isoflavanon dargestellt werden.

## Eigenschaften
Isoflavon ist ein von der Polyketidsynthase abgeleitetes Flavonoid. Es ist das Gerüst mehrerer Phytoöstrogene, darunter Genistein, Daidzein und Glycitein.

## Externe Links zu erwähnten Verbindungen
1. ↑  Externe Identifikatoren von bzw. Datenbank-Links zu o-Hydroxyphenylbenzylketon:  CAS-Nr.: 2491-31-8, EG-Nr.: 811-798-2, ECHA-InfoCard: 100.242.549, PubChem: 137612, ChemSpider: 121272, Wikidata: Q83050143.
2. ↑  Externe Identifikatoren von bzw. Datenbank-Links zu Isoflavanon:  CAS-Nr.: 4737-27-3, PubChem: 160767, ChemSpider: 141259, Wikidata: Q27103415.
3. ↑  Externe Identifikatoren von bzw. Datenbank-Links zu Glycitein:  CAS-Nr.: 40957-83-3, PubChem: 5317750, ChemSpider: 4476508, Wikidata: Q3109347.